# Fujihara Tsutomu
Tsutomu Fujihara (sinh ngày 3 tháng 10 năm 1980) là một cầu thủ bóng đá người Nhật Bản.

## Sự nghiệp câu lạc bộ
Tsutomu Fujihara đã từng chơi cho Cerezo Osaka, Avispa Fukuoka và Jatco.